# 喜舎場永珣
喜舎場 永珣（きしゃば えいじゅん、1885年7月15日 - 1972年4月2日）は、沖縄県出身の日本の郷土史家（沖縄学者）、民俗学者。「八重山研究の父」と呼ばれる。石垣市名誉市民。

## 略歴
1885年7月15日、沖縄県石垣島（現在の石垣市）に生まれる。沖縄県師範学校を卒業して教師となる。
1907年に八重山列島を訪問した伊波普猷の影響で郷土史研究に着手。1921年に八重山列島を訪れた柳田国男を案内したことが縁で、1924年に『八重山島民謡誌』が柳田による炉辺叢書の1巻として出版された。
1932年には校長の職を辞し、以後は八重山研究に専念。1954年に『八重山歴史』、1968年に『八重山民謡誌』を出版。1970年に出版された『八重山古謡』で、1971年度の柳田国男賞を受賞した。